# واکنش‌گر آلی لیتیم
واکنش‌گر آلی لیتیم یا واکنش‌گر ناب آلی لیتیم ترکیبی در شیمی آلی فلزی است که دارای پیوند کربن-لیتیم باشد. این ترکیبات، واکنشگرهایی مهم در سنتز آلی‌اند. از واکنشگرهای آلی لیتیم در صنعت تولید الاستومرهای مختلف استفاده می‌شود. همچنین در سنتز نامتقارن در داروسازی هم کاربرد دارند.
به دلیل اختلاف الکترونگاتیوی بالای میان کربن و لیتیم، پیوند C-Li، یونش بسیار بالایی دارد. این طبیعت به شدت قطبی پیوند C-Li واکنشگر آلی لیتیم را هسته‌دوست و باز خوبی می‌کند.

## پیشینه
پژوهش بر روی واکنشگر آلی لیتیم در سال ۱۹۳۰ توسط کارل زیگلر، گئورگ ویتیگ و هنری گیلمن آغاز شد. این شیمیدان‌ها دریافتند که در مقایسه با واکنشگر گرینیارد، واکنشگر آلی لیتیم همواره می‌تواند همان واکنش‌ها را با بازدهی بیشتر انجام دهد.